# Gmina Grębocice
Gmina Grębocice je polská vesnická gmina v okrese Polkowice v Dolnoslezském vojvodství. Sídlem gminy je ves Grębocice. V roce 2010 zde žilo 5 289 obyvatel.
Gmina má rozlohu 121,89 km² a zabírá 15,63% rozlohy okresu. Skládá se ze 17 starostenství.

## Částí gminy
StarostenstvíBucze, Duża Wólka, Grębocice, Grodowiec, Grodziszcze, Krzydłowice, Kwielice, Obiszów, Ogorzelec, Proszyce, Retków, Rzeczyca, Stara Rzeka, Szymocin, Trzęsów, Wilczyn, Żabice
Sídla bez statusu starostenstvíBieńków, Czerńczyce, Świnino, Proszówek.